# Бякова, Ирина Александровна
Ири́на Алекса́ндровна Бя́кова (род. 9 декабря 1963, Советская Гавань, Хабаровский край, РСФСР, СССР) — советская и российская актриса театра и кино. Заслуженная артистка Российской Федерации (2002).

## Биография
Ирина Бякова родилась 9 декабря 1963 года в городе Советская Гавань.
В 1987 году окончила ГИТИС (мастерская Л. Касаткиной и С. Колосова).
С 1987 года — актриса Московского драматического театра им. А. С. Пушкина.

## Театр
- «Бесы» реж. Ю. Еремин — Даша Шатова
- «Баловни судьбы» реж. Е. Долгина — Настя
- «Семья Иванова» реж. Ю. Еремин — Люба
- «Красотки кабаре» реж. А. Белинский — Хористка
- «Где любезная моя» реж. Ю. Еремин — Матрёна
- «Разбитое счастье» реж. Ю. Еремин — Оля
- «Блэз» реж. Н. Аракчеева — Мари
- «Проделки Скапена» реж. Н. Аракчеева — Гиацинта
- «Леди на день» реж. Д. Астрахан — Анни
- «Сон в летнюю ночь» реж. Г.Спранг — Елена
- «Роман тети Ани» реж. Г.Дубовская — Ольга Сергеевна
- «Татарин маленький» реж. В.Петров — Елизавета Капитоновна
- «Обнаженные одеваются» реж. Р.Козак — Онория
- «Сон в шалую ночь» реж. Н.Чусова — Цикля
- «Ночи Кабирии» реж. А.Сигалова — Джесси
- «Самоубийца» реж. Р.Козак — Клеопатра Максимовна
- «Русские комедии» реж. Ю. Еремин — Попова, Невеста
- «Прошлым летом в Чулимске» реж. И.Бочкин — Хороших
- «Одолжите тенора!» реж. Е.Писарев — Джулия
- «Босиком по парку» реж. Е.Писарев — Миссис Бэнкс

## Фильмография
- 1988 — Радости земные
- 1988 — Семь дней надежды — Инна
- 1989 — И вся любовь — Валентина
- 1990 — Исход — Лариса Рябова
- 1990 — Самоубийца — Мария Лукьяновна
- 1991 — 1000 долларов в одну сторону — девушка
- 1991 — Непредвиденные визиты — Галина Васильевна Черняева
- 1992 — Развод (короткометражный)
- 1994 — Я свободен, я ничей — невестка Гуляева
- 1997 — Незнайка на луне — Мушка (озвучивание)
- 1999 — Д.Д.Д. Досье детектива Дубровского — Светлана
- 2002 — ГАЗ — русские машины (документальный)
- 2003 — Москва. Центральный округ — Игуанис (12-я серия)
- 2004 — Даша Васильева. Любительница частного сыска 3 — секретарша Дегтярёва
- 2004 — Дети Арбата
- 2004 — Зимний роман
- 2004 — Узкий мост — продавщица
- 2005 — Виола Тараканова. В мире преступных страстей 2 — Танча 1
- 2005 — Солдаты 4
- 2006 — Марфа и её щенки
- 2006 — Многоточие — Мария
- 2006 — Угон
- 2007 — Гражданин начальник 3
- 2007 — Закон и порядок. Отдел оперативных расследований — Вера Черноусова
- 2007 — Путейцы
- 2008 — Жизнь, которой не было — Зина, заместитель начальника цеха пошива
- 2008 — Гуманоиды в Королёве — Лидия
- 2009 — Нежные встречи — Галина
- 2009 — Спецкор отдела расследований — Таня
- 2010 — Доктор Тырса — Ираида Семёновна
- 2010 — Путейцы 2
- 2010 — Шериф — Люба
- 2011 — Высоцкий. Спасибо, что живой — кассир
- 2011 — Дар — Оксана Оноприенко
- 2012 — Охота на гауляйтера
- 2012 — Крепкий брак
- 2013 — Билет на Vegas
- 2013 — Воронины — Нина Петровна Захарова (эпизод)
- 2013 — Между нами девочками — Ольга, подруга Елены
- 2013 — Хозяйка большого города — Рая, подруга Зои, гастарбайтер
- 2015 — Кухня — Анна, врач, подруга Елены Павловны (эпизод)
- 2015 — Точки опоры — мама девочки в парке (1-я серия)
- 2016 — Шакал — тётя Катя (Екатерина Ивановна), соседка Горбатовых
- 2017 — Безопасность — Тамара, жена Царёва
- 2019 — Шифр — Ольга Михайловна, завуч школы
- 2019 — Бабушка лёгкого поведения 2. Престарелые мстители — Жанна, секретарь Бородина
- 2019 — Отчаянные — Гречко, полковник полиции
- 2020-2024 — Зона комфорта — директор школы Ольга Васильевна
- 2021 — Почка — Ирина Кустова
- 2024 — Своя чужая дочь — Марина, мать

## Личная жизнь
Замужем за актёром Сергеем Габриэляном. Сын — актёр Сергей Габриэлян.